# Per Gawelin
Per Göran Gavelin, använder dock stavningen Gawelin i efternamnet, född 24 januari 1978, är en svensk före detta fotbollsspelare som spelade som mittfältare för den svenska fotbollsklubben Örebro SK mellan 1996 och 2004. Han gjorde 15 mål på 112 matcher för klubben.
Gawelin spåddes en lysande framtid när han kom fram i ÖSK dock var han väldigt skadedrabbad speciellt i knäna, som ledde till att han hade en relativ kort fotbollskarriär.
Han blev uttagen till svenska fotbollslandslaget för att spela i vänskapsturneringen King's Cup under vintern 2001. Den 12 februari gjorde han landslagsdebut mot Kina, en match som slutade 2–2. Det var hans första och sista landslagframträdande. Dessförinnan hade Gawelin dock spelat för de olika svenska ungdomslandslagen.
Gawelin arbetar idag som förvaltare på fastighetsbolaget Aspholmen Fastigheter Aktiebolag, ett arbete han har haft sedan december 2006. Han är också ungdomstränare i IK Sturehov:s fotbollssektion.
Han är son till den före detta fotbollsspelaren Lars-Göran Gawelin, som spelade för Örebro SK på 1970-talet.